# Farmakokinetika
Farmakokinetika, skraćeno PK, (od starogrčkog pharmakon "lek" i kinetikos "vezano za kretanje") je grana farmakologije koja se bavi izučavanjem promena supstanci doziranih u žive organizme. Reč farmakokinetika prvi put uveo je Friedrich Hartmut Dost 1953. godine u Nemačkoj i disciplinu definisao kao nauku kvantitativne analize odnosa između organizma i leka. Supstance od interesa su farmaceutski agensi, hormoni, nutrijenti, i toksini. Ona pokušava da otkrije sudbinu leka od momenta njegovog unosa do tačke u kojoj je kompletno eliminisan iz tela.

Farmakokinetika se može jednostavno definisati kao to što telo radi leku, dok je farmakodinamika usredsređena na to što lek radi telu.

Farmakokinetika opisuje kako telo deluje na specifični lek nakon doziranja putem mehanizama apsorpcije i distribucije, kao i hemijske promene supstance u telu (npr. posredstvom metaboličkih enzima kao što su enzimi citohrom P450 ili glukuronoziltransferaza), i efekte i puteve izlučivanja metabolita leka. Farmakokinetička svojstva leka mogu da budu uslovljena faktorima poput mesta administriranja i doze leka. Ti faktori mogu da utiču na brzinu apsorpcije. Farmakokinetika se često studira zajedno sa farmakodinamikom.

## Pregled
Farmakokinetika opisuje kako telo utiče na određeni ksenobiotik/hemikaliju nakon primene kroz mehanizme apsorpcije i distribucije, kao i na metaboličke promene supstance u telu (npr. metaboličkim enzimima kao što su citohrom P450 ili enzimi glukuronoziltransferaze), i efekte i putevi izlučivanja metabolita leka. Na farmakokinetička svojstva hemikalija utiču način primene i doza primenjenog leka. Ovo može uticati na stopu apsorpcije.
Modeli su razvijeni da pojednostave konceptualizaciju mnogih procesa koji se odvijaju u interakciji između organizma i hemijske supstance. Jedan od njih, multipregradni model, je najčešće korišćena aproksimacija stvarnosti; međutim, složenost koja je uključena u dodavanje parametara sa tim pristupom modelovanju znači da se najčešće koriste monokompartmentalni modeli i iznad svega dvopartmentalni modeli. Različiti odeljci na koje je model podeljen obično se nazivaju ADME šema (takođe se nazivaju i LADME ako je oslobađanje uključeno kao poseban korak od apsorpcije):
- Liberacija – proces oslobađanja leka iz farmaceutske formulacije.[6][7] Takođe pogledajte IVIVC.
- Apsorpcija - proces ulaska supstance u krvotok.
- Distribucija – disperzija ili diseminacija supstanci kroz tečnosti i tkiva tela.
- Metabolizam (ili biotransformacija, ili inaktivacija) – prepoznavanje od strane organizma da je prisutna strana supstanca i nepovratna transformacija matičnih jedinjenja u metabolite.
- Ekskrecija – uklanjanje supstanci iz tela. U retkim slučajevima, neki lekovi se nepovratno akumuliraju u tkivu tela.

## Metrike
Sledeće su najčešće merene farmakokinetičke metrike: Jedinice doze u tabeli su molske (mol) i molarne (M). Da biste izrazili metriku tabele u jedinicama mase, umesto količina supstance, jednostavno zamenite 'mol' sa 'g' i 'M' sa 'g/dm3'. Slično, druge jedinice u tabeli mogu biti izražene u jedinicama ekvivalentne dimenzije skaliranjem.
| Karakteristika               | Description | Simbol                                       | Jedinica                                       | Formula | Vrednost radnog primera |
| ---------------------------- | --- | -------------------------------------------- | ---------------------------------------------- | --- | ----------------------- |
| Doza                         | Količina primenjenog leka. | {\displaystyle D}                            | {\displaystyle \mathrm {mol} }                 | Dizajnirani parameter | 500 mmol                |
| Interval doziranja           | Vreme između davanja doze leka.                                                                                                   | {\displaystyle \tau }                        | {\displaystyle \mathrm {h} }                   | Dizajnirani parameter | 24 h                    |
| Cmax                         | Maksimalna koncentracija leka u plazmi nakon primene.                                                                             | {\displaystyle C_{\text{max}}}               | {\displaystyle \mathrm {mmol/L} }              | Direktno merenje | 60,9 mmol/L             |
| tmax                         | Vreme da se dostigne Cmax. | {\displaystyle t_{\text{max}}}               | {\displaystyle \mathrm {h} }                   | Direktno merenje | 3,9 h                   |
| Cmin                         | Najniža koncentracija koju lek dostigne pre primene sledeće doze.                                                                 | {\displaystyle C_{{\text{min}},{\text{ss}}}} | {\displaystyle \mathrm {mmol/L} }              | Direktno merenje | 27,7 mmol/L             |
| Cavg                         | Prosečna koncentracija leka u plazmi tokom intervala doziranja u stabilnom stanju.                                                | {\displaystyle C_{{\text{av}},{\text{ss}}}}  | {\displaystyle \mathrm {h\times mmol/L} }      | {\displaystyle {\frac {AUC_{\tau ,{\text{ss}}}}{\tau }}} | 55,0 h×mmol/L           |
| Zapremina distribucije       | Prividna zapremina u kojoj se lek distribuira (tj. parametar koji povezuje koncentraciju leka u plazmi sa količinom leka u telu). | {\displaystyle V_{\text{d}}}                 | {\displaystyle \mathrm {L} }                   | {\displaystyle {\frac {D}{C_{0}}}} | 6,0 L                   |
| Koncentracija                | Količina leka u datoj zapremini plazme.                                                                                           | {\displaystyle C_{0},C_{\text{ss}}}          | {\displaystyle \mathrm {mmol/L} }              | {\displaystyle {\frac {D}{V_{\text{d}}}}} | 83,3 mmol/L             |
| Poluvreme apsorpcije         | Vreme potrebno da se 50% date doze leka apsorbuje u sistemsku cirkulaciju.                                                        | {\displaystyle t_{{\frac {1}{2}}a}}          | {\displaystyle \mathrm {h} }                   | {\displaystyle {\frac {\ln(2)}{k_{\text{a}}}}} | 1,0 h                   |
| Konstanta brzine apsorpcije  | Brzina kojom lek ulazi u telo oralnim i drugim ekstravaskularnim putevima.                                                        | {\displaystyle k_{\text{a}}}                 | {\displaystyle \mathrm {h} ^{-1}}              | {\displaystyle {\frac {\ln(2)}{t_{{\frac {1}{2}}a}}}} | 0,693 h−1               |
| Poluživot eliminacije        | Vreme potrebno da koncentracija leka dostigne polovinu prvobitne vrednosti.                                                       | {\displaystyle t_{{\frac {1}{2}}b}}          | {\displaystyle \mathrm {h} }                   | {\displaystyle {\frac {\ln(2)}{k_{\text{e}}}}} | 12 h                    |
| Konstanta brzine eliminacije | Brzina kojom se lek uklanja iz tela.                                                                                              | {\displaystyle k_{\text{e}}}                 | {\displaystyle \mathrm {h} ^{-1}}              | {\displaystyle {\frac {\ln(2)}{t_{{\frac {1}{2}}b}}}={\frac {CL}{V_{\text{d}}}}} | 0,0578 h−1              |
| Brzina infuzije              | Brzina infuzije potrebna za uravnoteženje eliminacije.                                                                            | {\displaystyle k_{\text{in}}}                | {\displaystyle \mathrm {mol/h} }               | {\displaystyle C_{\text{ss}}\cdot CL} | 50 mmol/h               |
| Površina ispod krive         | Integral krive koncentracija-vreme (posle pojedinačne doze ili u stabilnom stanju).                                               | {\displaystyle AUC_{0-\infty }}              | {\displaystyle \mathrm {M} \cdot \mathrm {s} } | {\displaystyle \int _{0}^{\infty }C\,\mathrm {d} t} | 1.320 h×mmol/L          |
| Površina ispod krive         | Integral krive koncentracija-vreme (posle pojedinačne doze ili u stabilnom stanju).                                               | {\displaystyle AUC_{\tau ,{\text{ss}}}}      | {\displaystyle \mathrm {M} \cdot \mathrm {s} } | {\displaystyle \int _{t}^{t+\tau }C\,\mathrm {d} t} | 1.320 h×mmol/L          |
| Čišćenje                     | Zapremina plazme očišćene od leka u jedinici vremena.                                                                             | {\displaystyle CL}                           | {\displaystyle \mathrm {m} ^{3}/\mathrm {s} }  | {\displaystyle V_{\text{d}}\cdot k_{\text{e}}={\frac {D}{AUC}}} | 0,38 L/h                |
| Biološka raspoloživost       | Sistemski dostupna frakcija leka.                                                                                                 | {\displaystyle f}                            | Bezjedinično                                   | {\displaystyle {\frac {AUC_{\text{po}}\cdot D_{\text{iv}}}{AUC_{\text{iv}}\cdot D_{\text{po}}}}} | 0,8                     |
| Fluktuacija                  | Vršna fluktuacija unutar jednog intervala doziranja u stabilnom stanju.                                                           | {\displaystyle \%PTF}                        | {\displaystyle \%}                             | {\displaystyle 100{\frac {C_{{\text{max}},{\text{ss}}}-C_{{\text{min}},{\text{ss}}}}{C_{{\text{av}},{\text{ss}}}}}} gde je {\displaystyle C_{{\text{av}},{\text{ss}}}={\frac {AUC_{\tau ,{\text{ss}}}}{\tau }}} | 41,8%                   |

## Analiza

### Bioanalitičke metode
Bioanalitičke metode su neophodne za konstruisanje profila koncentracija-vreme. Za merenje koncentracije lekova u biološkoj matrici, najčešće plazmi, koriste se hemijske tehnike. Odgovarajuće bioanalitičke metode treba da budu selektivne i osetljive. Na primer, mikroskalna termoforeza može da se koristi da se kvantifikuje kako biološka matrica/tečnost utiče na afinitet leka za njegovu biološku metu.

### Masena spektrometrija
Farmakokinetika se često proučava korišćenjem masene spektrometrije zbog složene prirode matriksa (često plazme ili urina) i potrebe za visokom osetljivošću za posmatranje koncentracija nakon niske doze i dugog vremenskog perioda. Najčešća instrumentacija koja se koristi u ovom vidu primene je LC-MS sa trostrukim kvadrupolnim masenim spektrometrom. Tandemska masena spektrometrija se obično koristi radi dodatne specifičnosti. Standardne krive i interni standardi se koriste za kvantifikaciju obično pojedinačnog leka u uzorcima. Uzorci predstavljaju različite vremenske tačke dok se farmaceutski lek primenjuje, a zatim metaboliše ili uklanja iz tela. Prazni uzorci uzeti pre davanja su važni u određivanju pozadine i obezbeđivanju integriteta podataka sa tako složenim matricama uzoraka. Velika pažnja se poklanja linearnosti standardne krive; međutim, uobičajeno je koristiti prilagođavanje krive sa složenijim funkcijama kao što su kvadratne, pošto odziv većine masenih spektrometara nije linearan u velikim opsezima koncentracije.
Trenutno postoji značajno interesovanje za korišćenje masene spektrometrije veoma visoke osetljivosti za studije mikrodoziranja, koje se vide kao obećavajuća alternativa eksperimentisanju na životinjama. Nedavne studije pokazuju da se sekundarna elektrosprejna jonizacija (SESI-MS) može koristiti u praćenju lekova, što pruža prednost izbegavanja žrtvovanja životinja.

## Literatura
- Benet LZ (1984). „Pharmacokinetics: Basic Principles and Its Use as a Tool in Drug Metabolism”.  Ур.: Horning MG, Mitchell J. Drug metabolism and drug toxicity. New York: Raven Press. ISBN 978-0-89004-997-6. Архивирано из оригинала 20. 10. 2013. г. Приступљено 26. 08. 2013.
- Kathleen Knights; Bronwen Bryant (2002). Pharmacology for Health Professionals. Amsterdam: Elsevier. ISBN 978-0-7295-3664-6.
- Alberts;  . Introducción a la Biología Celular., pág. 375-376, 2ª edición, Ed. Médica Panamericana
- Alberts;  . Biología Molecular de la célula., pág. 595, 4ª edición, Ed. Omega
- Armijo JA (2003). Farmacocinética: Absorción, Distribución y Eliminación de los Fármacos.. Flórez J, Armijo JA, Mediavilla A (ур.). Farmacología Humana (4th изд.). Barcelona: Masson. стр. 51—79.
- Balani, S. K.; Miwa, G. T.; Gan, L. S.; Wu, J. T.; Lee, F. W. (2005). „Strategy of utilizing in vitro and in vivo ADME tools for lead optimization and drug candidate selection”. Curr Top Med Chem. 5 (11): 1033—8. PMID 16181128. doi:10.2174/156802605774297038..
- Beal, Stuart; Sheiner, Lewis (1980). „The NONMEM System”. The American Statistician. 34 (2): 118—119. JSTOR 2684123. doi:10.2307/2684123. .
- Cooper, Covey, Thomas R.; Lee, Edgar D.; Henion, Jack D. (1986). „High-speed liquid chromatography/Tandem mass spectrometry for the determination of drugs in biological samples”. Analytical Chemistry. 58 (12): 2453—2460. PMID 3789400. doi:10.1021/ac00125a022., pág 470-471, 2ª edición, Ed. Marbán
- Covey, Tom R.; Crowther, Jonathan B.; Dewey, Elizabeth A.; Henion, Jack D. (1985). „Thermospray Liquid Chromatography/Mass Spectrometry Determination of Drugs and Their Metabolites in Biological Fluids”. Analytical Chemistry. 57 (2): 474—481. PMID 3977076. doi:10.1021/ac50001a036. .
- Danielson, P. B. (2002). „The cytochrome P450 superfamily: Biochemistry, evolution and drug metabolism in humans”. Curr Drug Metab. 3 (6): 561—97. PMID 12369887. doi:10.2174/1389200023337054..
- Davies, K. J. (1995). „Oxidative stress: The paradox of aerobic life”. Biochemical Society Symposium. 61: 1—31. PMID 8660387. doi:10.1042/bss0610001..
- Devlin, T. M. . (2004). Bioquímica (4th изд.). Barcelona: Reverté. ISBN 978-84-291-7208-9.
- Galvão, T. C.; Mohn, W. W.; De Lorenzo, V. (2005). „Exploring the microbial biodegradation and biotransformation gene pool”. Trends Biotechnol. 23 (10): 497—506. PMID 16125262. doi:10.1016/j.tibtech.2005.08.002..
- Hsieh, Y.; Korfmacher, W. A. (2006). „Increasing speed and throughput when using HPLC-MS/MS systems for drug metabolism and pharmacokinetic screening”. Current Drug Metabolism. 7 (5): 479—89. PMID 16787157. S2CID 13612670. doi:10.2174/138920006777697963.
- Janssen, D. B.; Dinkla, I. J.; Poelarends, G. J.; Terpstra, P. (2005). „Bacterial degradation of xenobiotic compounds: Evolution and distribution of novel enzyme activities” (PDF). Environ Microbiol. 7 (12): 1868—82. Bibcode:2005EnvMi...7.1868J. PMID 16309386. S2CID 8956997. doi:10.1111/j.1462-2920.2005.00966.x..
- King, C. D.; Rios, G. R.; Green, M. D.; Tephly, T. R. (2000). „UDP-glucuronosyltransferases”. Curr Drug Metab. 1 (2): 143—61. PMID 11465080. doi:10.2174/1389200003339171..
- Malcolm Rowland, Thomas N. Tozer. "Farmacocinética clínica: Conceptos y Aplicaciones"
- Pharmacokinetics. (2006). En Mosby's Dictionary of Medicine, Nursing, & Health Professions. Philadelphia, PA: Elsevier Health Sciences. Disponible en  Última visita 11, diciembre de 2008,
- Sheehan, D.; Meade, G.; Foley, V. M.; Dowd, C. A. (2001). „Structure, function and evolution of glutathione transferases: Implications for classification of non-mammalian members of an ancient enzyme superfamily”. The Biochemical Journal. 360 (Pt 1): 1—16. PMC 1222196 . PMID 11695986. doi:10.1042/0264-6021:3600001..
- Sheiner, L. B.; Beal, S.; Rosenberg, B.; Marathe, V. V. (1979). „Forecasting individual pharmacokinetics”. Clinical Pharmacology and Therapeutics. 26 (3): 294—305. PMID 466923. S2CID 41194071. doi:10.1002/cpt1979263294..
- Sheiner, Lewis B.; Rosenberg, Barr; Marathe, Vinay V. (1977). „Estimation of population characteristics of pharmacokinetic parameters from routine clinical data”. Journal of Pharmacokinetics and Biopharmaceutics. 5 (5): 445—479. PMID 925881. S2CID 28622472. doi:10.1007/BF01061728..
- Sies, H. (1997). „Oxidative stress: Oxidants and antioxidants”. Exp Physiol. 82 (2): 291—5. PMID 9129943. S2CID 20240552. doi:10.1113/expphysiol.1997.sp004024..
- Singh, S. S. (фебруар 2006). „Preclinical pharmacokinetics: An approach towards safer and efficacious drugs”. Curr Drug Metab. 7 (2): 165—82. PMID 16472106. doi:10.2174/138920006775541552..
- Testa, B.; Krämer, S. D. (2006). „The biochemistry of drug metabolism--an introduction: Part 1. Principles and overview”. Chem Biodivers. 3 (10): 1053—101. PMID 17193224. S2CID 28872968. doi:10.1002/cbdv.200690111..
- Tetko, Igor V.; Bruneau, Pierre; Mewes, Hans-Werner; Rohrer, Douglas C.; Poda, Gennadiy I. (2006). „Can we estimate the accuracy of ADME–Tox predictions?”. Drug Discovery Today. 11 (15–16): 700—707. PMID 16846797. doi:10.1016/j.drudis.2006.06.013.
- Tu, B. P.; Weissman, J. S. (2004). „Oxidative protein folding in eukaryotes: Mechanisms and consequences”. J Cell Biol. 164 (3): 341—6. PMC 2172237 . PMID 14757749. doi:10.1083/jcb.200311055..
- Vertuani, S.; Angusti, A.; Manfredini, S. (2004). „The antioxidants and pro-antioxidants network: An overview”. Curr Pharm Des. 10 (14): 1677—94. PMID 15134565. doi:10.2174/1381612043384655..

## Spoljašnje veze
- https://web.archive.org/web/20070304050519/http://vam.anest.ufl.edu/demos/onecompbolus.html
- https://web.archive.org/web/20070308150244/http://cti.itc.virginia.edu/~cmg/Demo/scriptFrame.html. Архивирано из оригинала 08. 03. 2007. г. Приступљено 26. 08. 2013. Недостаје или је празан параметар |title= (помоћ)
- https://web.archive.org/web/20150924105610/http://www.staff.uni-giessen.de/~gi38/publica/pharma/pharma.pdf